# Episodi di Brothers (serie televisiva 1984) (quinta stagione)
La quinta stagione della serie televisiva Brothers è stata trasmessa in anteprima negli Stati Uniti d'America da Showtime tra il 24 giugno 1988 e il 1º giugno 1989.
| nº | Titolo originale                   | Titolo italiano | Prima TV USA      | Prima TV Italia |
| -- | ---------------------------------- | --------------- | ----------------- | --------------- |
| 1  | Sittin' in a Tree                  |                 | 24 giugno 1988    |                 |
| 2  | Barney, We Hardly Knew Ye          |                 | 8 luglio 1988     |                 |
| 3  | I'll Know When My Love Comes Along |                 | 15 luglio 1988    |                 |
| 4  | L. A. Maltby                       |                 | 30 settembre 1988 |                 |
| 5  | Hustle Up                          |                 | 7 ottobre 1988    |                 |
| 6  | But I Know What I Like             |                 | 21 ottobre 1988   |                 |
| 7  | Moving Out                         |                 | 28 ottobre 1988   |                 |
| 8  | A Job Well Done                    |                 | 4 novembre 1988   |                 |
| 9  | Two for the Seesaw                 |                 | 11 novembre 1988  |                 |
| 10 | Nothin' Says Lovin'                |                 | 2 dicembre 1988   |                 |
| 11 | The Detour                         |                 | 16 dicembre 1988  |                 |
| 12 | Guardian Angels                    |                 | 30 dicembre 1988  |                 |
| 13 | A Study in Maltby                  |                 | 6 gennaio 1989    |                 |
| 14 | Nanny from Heaven                  |                 | 13 gennaio 1989   |                 |
| 15 | The Point After Bowling Team       |                 | 20 gennaio 1989   |                 |
| 16 | Isn't It Romantic?                 |                 | 17 febbraio 1989  |                 |
| 17 | Three Infants and a Baby           |                 | 24 febbraio 1989  |                 |
| 18 | Guarding the Nest                  |                 | 3 marzo 1989      |                 |
| 19 | Inherit the Bar                    |                 | 17 marzo 1989     |                 |
| 20 | Sam's Dad                          |                 | 10 marzo 1989     |                 |
| 21 | Fantasy in Ebony                   |                 | 7 aprile 1989     |                 |
| 22 | Big                                |                 | 14 aprile 1989    |                 |
| 23 | Something Old, Something New       |                 | 21 aprile 1989    |                 |
| 24 | Wouldn't It Be Nice                |                 | 28 aprile 1989    |                 |
| 25 | The Road Yet Taken                 |                 | 5 maggio 1989     |                 |
| 26 | I Remember But I Don't Like It     |                 | 1º giugno 1989    |                 |